# Мбукушу
Мбукушу е език от групата банту, говорен от около 50 000 души (2018) в Намибия и близки части на Ангола, Ботсвана и Замбия.
Това е един от няколкото езика банту в басейна на Окаванго, използващи нетипични щракащи съгласни.